# ESET NOD32 Antivirus
ESET NOD32 Antivirus je antivirový program vytvořený slovenskou společností ESET. Je dostupný pro operační systémy Microsoft Windows, Linux, FreeBSD a MacOS. Pro mobilní platformu Android existuje jeho verze Mobile Security & Antivirus. Rozšířená verze, zahrnující antispam, antispyware a firewall, je k dispozici pod názvem Eset Internet Security. První verze NOD32 Antiviru vznikla v 90. letech 20. století, kdy začaly být počítačové viry čím dál tím běžnější.

## Historie
Zpočátku si program získal popularitu mezi pracovníky IT ve východoevropských zemích, jelikož ESET byl založen na Slovensku. Ačkoli programová zkratka názvu byla původně vyslovována po jednotlivých písmenech, nedávný celosvětový boom v používání programu vedl také ke zjednodušení jeho názvu. Spojením písmen v jedno slovo přispělo k tomu, že se nazývá jako "nod".

## Technické informace
NOD32 se skládá z on-demand scanneru (prohledávání, které si zvolí uživatel sám) a čtyř různých real-time monitorů. Zmiňovaný on-demand scanner (má poněkud matoucí označení jako NOD32) může být povolován uživatelem nebo časovým plánovačem. Každý real-time monitor pokrývá možnosti vniknutí různého vstupního druhu počítačového viru:
- AMON (Antivirus MONitor) – skenuje soubory tak jak jsou zpřístupněná systémem, provádí ochranu systému před viry.

- DMON (Document MONitor) – skenuje dokumenty kancelářského balíku Microsoft Office a další soubory proti macrovirům.

- IMON (Internet MONitor) – přeruší průběh výměny dat se serverem u běžných protokolů pošty a internetu jako jsou POP3 a HTTP, za účelem zjištění a zachycení viru předtím, než je uložen na disk.

- EMON (E-mail MONitor) – Pomocný modul pro skenování příchozích/odchozích emailů přes MAPI rozhraní, které používá Microsoft Outlook a Microsoft Exchange Client.

- XMON (MS eXchange MONitor) – skenuje příchozí a odchozí poštu v momentě, kdy NOD32 běží pro licencovaný Microsoft Exchange Server, ale funguje pouze v serverovém prostředí. Tento modul není součástí edice pro samostatné pracovní stanice.

NOD32 je napsaný z velké většiny v jazyce symbolických adres, což přispívá k nízkému využití systémových prostředků a k jeho vysoké rychlosti vyhledávání. NOD32 dokáže zpracovávat více než 23 MB za sekundu při skenování na počítači s procesorem Pentium 4 a v průměru, využívá méně než 20 MB paměti.
Podle časopisu Virus Bulletin, který v roce 2005 testoval NOD32, pracuje tento antivirus až pětkrát rychleji než další antiviroví konkurenti.
Pro síťové prostředí je určena verze NOD32 Enterprise Edition, která se skládá z NOD32 AntiVirus a NOD32 Remote Administratoru. V síťovém prostředí tak klienti NOD32 mohou aktualizovat své verze z centrálního "mirror server" na síti.
Signaturní soubory, NOD32 skenující engine užívají heuristické metody (nazvané "ThreatSense" od ESETu) poskytující lepší ochranu proti nově vydaným virům.

### ESET Smart Security
Dne 5. listopadu roku 2007, ESET zveřejnil "Eset Smart Security suite", internetovou bezpečnostní soupravu navrženou od ESETu ve spolupráci s dalšími internetovými bezpečnostními soupravami navrženými od dalších společností jako jsou McAfee a Kaspersky. ESET Smart Security obsahuje:
- NOD32 Anti-Virus a Anti-Spyware engine (jedná se o další verzi anti-Malware od ESETu
- Firewall (obsahující port s pokročilejším filtrováním paketů)
- Anti-Spam (filtrující pomocí Bayesian filtru)

### ESET Smart Security Anti-Spam
Antispam poskytuje obranu proti spam, stejně jako proti emailovým samospustitelným virům v přílohách, které nyní sdílejí mnoho vlastností právě s normálními spamy. Antispam z ESS zužitkovává jak klientská tak serverově založená pravidla k tomu, aby okamžitě poskytoval heuristickou spamovou prevenci, což je lepší, než jen spoléhat se na metodu vyhledávání. Všechny režimy poskytují filtrující protokol.
Osobní Firewall od ESET Smart Security je schopen označit specifické programy kdekoliv v síti. Díky této schopnosti je možné identifikovat a označit aplikaci, která může být použita v síti různými uživateli (jako například Microsoft Word) pro daleko větší heuristickou kontrolu všech spojení užívaných právě touto aplikací. To je účinnější, než použití stejné úrovně kontroly na každou aplikaci, bez ohledu na to, zda má přístup k síti, nebo ne.

## Zajímavosti
- NOD32 byl certifikován ICSA Labs[1]
- byl doposud mnohokrát úspěšně testován Virus Bulletinem[2]
- na CNET.com dostal hodnocení 7.8/10[3]